# Павильон № 30 «Микробиологическая промышленность» на ВДНХ
Павильон «Микробиологическая промышленность» — тридцатый павильон ВДНХ, построенный в 1938—1939 годах и реконструированный в 1954 году. Изначально и до 1953 года носил название «Масличные культуры», в 1954—1958 годах — «Хлопок», в 1959 году — «Хлопчатобумажная и льняная промышленность», в 1960—1964 годах — «Текстильная промышленность».

## История
Павильон был построен в 1938—1939 годах по проекту архитекторов Караулова и Евгения Левинсона. В 1954 году он был реконструирован по проекту архитекторов А. О. Колесниченко и Валентины Бочкарёвой. Павильон прямоугольный в плане. Главный фасад украшен портиком из шести тонких колонн и деревянного фронтона, украшенного деревянной резьбой с растительными мотивами.
Во время строительства в павильоне планировалось разместить экспозицию «Эфироносы», но вместо неё была размещена экспозиция «Масличные культуры». В павильоне демонстрировали свои достижения колхозы и совхозы, занимавшиеся выращиванием масличных культур. На демонстрационной площадке рядом с павильоном выставлялась уборочная техника, используемая в данной отрасли. После реконструкции павильона в 1954 году в нём разместилась экспозиция «Хлопок», посвящённая методам и передовому опыту выращивания и обработки хлопчатника, развитию этой отрасли в Советском Союзе; демонстрировались лучшие образцы хлопчатобумажных изделий. Спустя пять лет профиль экспозиции дважды был расширен: сначала, в 1959 году, в неё также была включена тематика лубяных культур, и павильон получил название «Хлопчатобумажная и льняная промышленность», а в 1960 году — «Текстильная промышленность». В 1964 году тематика была полностью изменена, и павильон заняла экспозиция «Микробиология», которая рассказывала о значении и использовании микроорганизмов в народном хозяйстве, в особенности, в медицине. Тематика освещалась в экспозиции через демонстрацию лекарственных препаратов, а также справочных стендов с текстами и диаграммами. Отдельно рассказывалось о гидролизной промышленности. После распада СССР экспозиция была упразднена, и заплапнирована реконструкция павильона.
В сентябре 2021 года закончилась ремонтно-реставрационные работы. Павильону был возвращен исторический облик, воссозданы утраченные элементы и отреставрированы сохранившиеся, укреплен деревянный каркас, воссоздан деревянный резной фронтон и восстановлена обнаруженная на потолках живопись. В первый зал вернули утерянный деревянный резной фриз, во второй — сложные лепные розетки.К тому же помещение оборудовали системами кондиционирования, вентиляции, отопления, канализации, водоснабжения, благодаря чему павильон теперь может эксплуатироваться в любое время года.
В мае 2022 года в отреставрированном павильоне открылся Центр современных биотехнологий Музей «Биотех». На представленной экспозиции посетители могут познакомиться с новыми материалами, произведёнными с использованием биотехнологий, и понять их преимущества. Кроме того в павильоне функционирует зона для проведения семинаров, мастер-классов, лекций, конференций, студийных съёмок.